# Зоя Скоропаденко
Зоя Скоропаденко (нар. 1978 року, м. Кривий Ріг, Дніпропетровська область) — українська художниця, відома своїми картинами, скульптурами та ескізами, вже багато років живе і працює в Монако, Парижі, Токіо і Каліфорнії.
Вона є засновницею «Flash Exhibition», приватного клубу «Circle of Zoia» та власницею мікрогалереї La Vitrine (англ.) у Палаці де Ла Скала в Монако — альтернативного простору сучасного мистецтва для нових мистецьких талантів. У 2011 році уряд Монако надав Зої офіційний статус професійного митця-художника Монако.
В 2016 році її скульптуру The Hopeбуло відкрито у Фукусімі. У квітні 2019 року скульптура The Hope була встановлена на території музею Чорнобиля в Києві.
В лютому 2013 року її контроверсійну серію картин «ТОРСи» [Архівовано 6 серпня 2021 у Wayback Machine.] після скандалу було відкрито і показано в Раді Європи. В 2015 році серію «ТОРСи» було показано в приміщенні Тиру клубу Лондонської фондової біржі, це була перша виставка за понад 100 років існування Клубу. Ця серія вважається найбільш суперечливою роботою художниці, як зазначають автори з таких видань, як Brussels Times (англ.)та France Info (англ.).

## Біографія
Народилася і виросла в Кривому Розі, в Україні. З п'яти років її навчав відомий український художник Григорій Синиця [Архівовано 6 серпня 2021 у Wayback Machine.].
Навчалася в художній школі, в Інституті образотворчого мистецтва. Однак у віці 12 років її навчання раптово закінчилося через розпад СРСР: отримати освіту художника, не маючи грошей, стало нереально.
Продовжила освіту у Львівському університеті (ЛНУ ім. Івана Франка) на факультеті журналістики, звідки її відрахували з магістратури. Зоя була засновником студентського інформ-агентства СтІнА, а згодом шеф-редактором студентської газети «Каменяр». Під час навчання в університеті вивчала багато мов, зокрема — японську, китайську та арабську.
На початку 2000 Скоропаденко запрошують на роботу в Монако. Саме на Лазуровому узбережжі в неї з'явився шанс продовжити кар'єру художника. Тут вона потрапила у мистецьке життя Французької Рив'єри, де познайомилася з такими видатними сучасними художниками, як Арман, Ернст Фукс, Емма де Сігалді, Жан-Мішель Фолон, Роберт Раушенберг, Саша Сосно та інші. Стала членом Національного Монегаскського Арт Комітету та   ADAGP. Вона працювала в майстерні американського мозаїста Нолла Холліса.
Проте спочатку їй доводиться підпрацьовувати медіа-консультантом, кінокритиком на Каннському кінофестивалі, а також позаштатним перекладачем в Інтерполі.
Впродовж усього цього часу Зоя не припиняла малювати.[джерело не вказане 1314 днів]
Зрештою, у 2003 р., за пропозицією друзів, вона виставляє деякі свої картини в одній з галерей Монако і продає свою першу картину за шалені на той час, як на художника початківця гроші — 800 євро. «Після першого продажу в мене виросли крила. Я підрахувала, що, якщо я буду активно виставлятися і щодня буду продавати по роботі в 800 євро, то я зможу кинути всі побічні заробітки і займатися лише мистецтвом. Проте впродовж наступних восьми років, при тому що я дійсно активно виставлялася всюди, де могла, я не продала жодної роботи», — пригадує мисткиня.

## Мистецькі роботи та виставки
У 2007 р. під час світової фінансової кризи Скоропаденко створює серію картин «Торс». На картинах зображені восьминоги, розташовані на полотні таким чином, що нагадують частини людського тіла. Написані на темному фоні, роботи є певної алюзією на анатомічні рисунки епохи Ренесансу та ідеальні грецькі бюсти.[джерело не вказане 1314 днів]
Серія «Торс» отримала одразу як позитивне, так і негативне визнання. Роботи цієї серії викреслили з важливої міжнародної виставки в Марселі, але натомість вони потрапили на виставку в Лондоні, яка й стала початком міжнародної кар'єри української художниці. Редактор арт-журналу Creative Review (англ.) відвідав виставку і представив Зою Скоропаденко у черговому номері журналу як «Відкриття року». Також «Торс» виставляли у Раді Європи, де депутати розцінили це як «порнографію». Проте наступний фурор був знову в Лондоні, в приміщенні Тиру Лондонської Королівської Фондової Біржі. Про цю виставку ВВС World (англ.) зробив спецрепортаж, як про унікальну виставку в унікальному місці (це була перша і остання виставка в Тирі, який висить під Лондонським мостом над Темзою). Наступний успіх чекав на виставку в Парижі, а в 2019 році Скоропаденко, разом з  Серією «Торс», була запрошена спеціальним гостем на Tokyo Art Fair.
У 2020 році серія «ТОРС» була представлена на  найбільшому арт ринку Канади «Торонто Арт», який через пандемію відбувся у віртуальному форматі. Скоропаденко представляла галерея Vellum з Нью-Йорку.
Зоя Скоропаденко цікавиться константами: «Коли дивишся на мистецтво, розумієш, що за 3000 років нічого не змінилось. З „Торсами“ я хотіла переосмислити один з найдавніших сюжетів в історії мистецтва».
Тепер Зоя Скоропаденко — член Національної ради з мистецтва у Королівстві Монако, а у 2011 році уряд країни надав їй офіційний статус художника-живописця. Зоя має чотири студії — в Монако, Франції, Японії та Каліфорнії.[джерело не вказане 1314 днів]
В 2009 році Скоропаденко започаткувала своє першу мікро-галерею сучасного мистецтва в Монако «La Vitrine», де вона виставляє свої роботи, а також надає цей арт-майданчик відомим та молодим митцям.
Скоропаденко є куратором багатьох важливих виставок українського мистецтва за кордоном. В 2012 році вона була куратором виставки українських імпресіоністів в Парламенті Європи в Стразбурзі. В 2019 вона стала куратором виставки «The best Ukrainian Art» в Національному Арт Центрі в Токіо.
В 2015 році скульптуру Зої Скоропаденко The Hope було встановлено в місті Сома, в префектурі Фукусіма. В 2016 році її інавгурували уряд Японії з Посольством України в Японії. В 2019 році The Hope була встановлена навпроти Національного музею Чорнобиля і увійшла в список національної колекції.
В Україну приїжджає декілька разів на рік — зустрічається з колекціонерами та працює над мультимедійним проектом про сучасних видатних українців.
З початком пандемії Скоропаденко знайшла новий формат проведення виставок. Вона почала співпрацювати з німецькою компанією Kunstmatrix, яка розробляє 3D виставки, і за останній рік відкрила три онлайн виставки.
Виставка «Життя чемпіона Сумо» [Архівовано 6 серпня 2021 у Wayback Machine.] (англ.), про Тайхо Кокі — сумоїста з українським корінням, створено в партнерстві з Посольством України в Японії.  Наступна онлайн-виставка була присвячена роковинам аварій на АЕС — Скоропаденко відкрила виставку творів українських та японських художників «Фукусіма-Чорнобиль 10/35» за сприяння Національного музею «Чорнобиль» та Посольства України в Японії. Ще одна 3D виставка, створена Скоропаденко, була присвячена річниці пожежі Собору Паризької Богоматері. Художниця впродовж 2-х років писала серію робіт «NotreDame Brule» з вікна її паризької студії, але ця виставка була скасована через локдаун в Парижі, а також через Ковід, на який була хвора художниця в той час. Тому виставка отримала віртуальну форму і мала шалений успіх — через те, що частина робіт була продана на хайповій хвилі продажу NFT-токенів.  
Серія «Інтелектуальні пейзажі» -  передає мінімалістичне зображення того, що побачила  художниця у своїх подорожах. Замальовка з подорожі обростає деталями у майстерні художника, однак на полотні залишається багато «білих плям», щоб глядач міг заповнити їх своєю уявою. В 2019 році в Маямі ця серія була представлена кураторським проектом з Нью-Йорку під час найбільшого у світі арт-ринку в Маямі, в секції Pulse.
У 2016 році серія «Інтелектуальні пейзажі» була представлена під час «Flash Exhibition» у посольстві України в Брюсселі, на святкуванні Дня Європи.
Серія персональних виставок «Ті, що п'ють каву» («Coffee Drinkers») мала шалений успіх в галереї сучасного мистецтва у Токіо  та в Парижі. На серію ліногравюр, що зображає сцени повсякденного життя у випадкових кав'ярнях, Зою частково надихнули картини Дега, Мане, Пікассо та Тулуз-Лотрека, на яких зображено людей, котрі п'ють абсент.
Скоропаденко співпрацює з державними культурними інституціями Франції та Монако. В 2020 році на замовлення Департаменту культури Монако вона створила сценографію до Днів Спадщини, присвячену двохсотлітній історії освіти в Монако[джерело не вказане 1314 днів].
В тому ж році, на замовлення Асоціації культурної спадщини Лігрона (Франція), Скоропаденко створила інсталяцію зі 1000-літньої історичної кераміки.[джерело не вказане 1314 днів]
В 2021 році, на запрошення Принцеси Ніни з Королівства Себорга, Скоропаденко започаткувала світовий Мімоза арт-челендж. Впродовж січня та лютого професійні художники, аматори, діти  зі всього світу малювали мімозу та публікували її в своїх соцмережах. В березні було оголошено переможців.
В травні 2021 року, в день, коли Франція зняла карантинні обмеження, Скоропаденко відкрила в самому центрі Парижу, навпроти Центру сучасного мистецтва Помпіду, найекстравагантнішу виставку «Ceramics VS Paintings, Old Masters VS Contemporary, Monaco VS Vallauris» , де стіни та експозиційний майданчик ділили роботи таких майстрів минулого з приватних колекцій, як Тулуз-Лотрек, Енді Уорхол, П'єр Боннар та Андре Дерен — з «Торсом» Скоропаденко, картинами сучасного монегаскського метра Жерара Петтіті та кераміста Дейла Дороша.
«Я планувала цю виставку, щоб поціновувачі мистецтва мали змогу побачити, що роботи сучасних  авторів можуть доповнювати колекції старих майстрів. Наше майбутнє — на стінах музеїв, поруч з імпресіоністами, кубістами, Енді Ворхолом та Тулуз Лотреком, — каже Скоропаденко. — Також колекціонери, працівники музеїв та всі, хто любить мистецтво, мають рідкісну змогу побачити оригінали музейної якості старих майстрів зі закритих приватних колекцій».  
Зараз[коли?] Скоропаденко працює над серією мінімалістичних натюрмортів з квітами та лобстерами, на які її надихнули подорожі до Помпеї та натюрморти голландських майстрів 17-18 ст. \\\
У квітні 2021 року Зоя Скоропаденко до дитячого фестивалю коропів в Midtown Tokyo створила спеціальний прапор коіноборі з її всесвітньовідомої серії живопису «Інтелектуальні пейзажі»
Наприкінці жовтня 2021 року Зоя Скоропаденко, разом із  об'єднанням митців, колекціонерів та кураторів мистецтва «Мистецьке коло Зої» у співпраці з Культурно-інформаційним центром Посольства України у Франції та  художньою галереєю The Meloy Art зорганізувала у Парижі виставку «Найкращі українські митці: сучасники та майстри минулого». На ній було презентовано твори десяти українських художників минулого століття, котрі багато в чому визначили розвиток французького мистецтва, та семи сучасних українських митців.
Юлій Шаповал, Василь Кричевський, Саша Залюк, Микола Поляков, Давид Бурлюк, Євген Конопацький, Жан Песке, Адольф Федер, Серж Лифар — народилися на українській землі, але стали окрасою мистецького світу Франції. Інша річ, що мало хто знає про українське походження цих художників — тож однією з цілей виставки було висвітлення внеску українських художників минулого століття, а також сучасників у художню спадщину Франції.
Із сучасників у виставці взяли участь провідні художники України — Бербека-Стратійчук Оксана Іванівна, Олександра Сиса, Джураєва Олеся Тимурівна, Матвій Вайсберг, сама Зоя Скоропаденко та TheTooth & TheRoot — мистецький дует київського художника Микити Кравцова та Камілли Саньє-Кравцової, вишивальниці з міста Родез.
Також на виставці було презентовано кераміку Дейла Дороша — всесвітньо відомого кераміста українсько-канадського походження, який живе та працює у Валлорісі (Франція), де створив та керує однією з найкращих художніх резиденцій для керамістів.
8 листопада 2021 року, у день народження Алена Делона, у Культурному центрі України у Франції з'явилася зала пошани актора, а також відбулося шоу «Mémoire de la maison» та відкриття виставки, які підготували Посольство України в партнерстві з Франко-українською асоціацією Парижа. Центральним моментом виставки було панно Зої Скоропаденко, яке художниця створила саме для зали пошани.
Скоропаденко була особисто знайома з Аленом Делоном. Вони 20 років тому разом працювали над невеликим документальним фільмом.
З 12 по 15 листопада Зоя Скоропаденко, разом з  віртуальною галереєю The Meloy Art та об'єднанням митців, колекціонерів та кураторів мистецтва «Мистецьке коло Зої» провели на найстарішій площі Парижа виставку мистецького фото «Great Shots 1865—2021». На ній можна було не тільки помилуватися сучасними фото, а й побачити шедеври минулого. Організатори зібрали оригінальні віддруки історичної фотографії найвідоміших фото-митців світу ХІХ-ХХ сторіч: Брассаї, Надара, Мен Рейя, фотографа Пабло Пікассо — Андре Вільє, японської фотографині 19 сторіччя Ічіди Соти. Виставка дала можливість оглянути ключові моменти історії фотомистецтва за зовсім короткий час.
Зоя Скоропаденко представила на виставці  свою нову серію арт-фотографій під назвою «Яблуко», зокрема — портрет Віталія Віталієва, українського журналіста, котрий у 1991 році емігрував до Лондона, і зараз є редактором найбільшого у світі журналу для інженерів E&T magazine, який розповсюджується у 120 країнах світу.
Також на виставці Зоя презентувала портрет мандрівника Дейва Кунста, котрий обійшов світ пішки, та його дружини Дженні. Третім арт-фото Скоропаденко на виставці був портрет 104-річної американки польського походження Айди, подруги Дженні Кунст.
Попри те, що у той же час у Парижі проходив арт-ринок Paris Photo, виставка «Great Shots 1865—2021» викликала неймовірний інтерес, інколи люди чекали надворі, щоб зайти, — через кількість візитерів.
Наприкінці 2021 року Посольство України в Японії разом з українськими та японськими діячами культури підготувало новорічний подарунок дітям — видання української народної казки «Котигорошко» японською мовою. Ілюстрації спеціально для цього видання підготувала Зоя Скоропаденко, яка вже багато років тісно співпрацює з японськими партнерами.
З 22 до 27 березня 2022 у співпраці із художньою галереєю The Meloy Art та об'єднанням митців, колекціонерів та кураторів мистецтва «Мистецьке коло Зої» організувала в Парижі виставку сучасної та давньої мистецької історичної кераміки «О кераміка!».